# 3510 Veeder
3510 Veeder este un asteroid din centura principală, descoperit pe 13 octombrie 1982 de Edward Bowell.